# Synidotea lata
Synidotea lata is een pissebed uit de familie Idoteidae. De wetenschappelijke naam van de soort is voor het eerst geldig gepubliceerd in 1933 door Eupraxie Fedorovna Gurjanova.